# 小行星8549
小行星8549（8549 Alcide）是一颗绕太阳运转的小行星，为主小行星带小行星。该小行星于1994年3月30日发现。

## 轨道参数
小行星8549的轨道半长轴为2.4371960 UA，离心率为0.184。